# My Martens
My Christine Martens, född den 26 november 1987 i Vadstena är en svensk bloggare, personlig tränare och TV-personlighet. Hon blev känd för allmänheten år 2013  då hon medverkade i dokusåpan Ensam mamma söker. Även om hon inte hittade kärleken i programmet gav det henne en plattform att stå på i social mediesammanhang. Hon har bland annat skrivit mycket om hälsa och träning och varit öppen om sitt psykiska mående. Hon har även under lång tid varit utsatt för olaga förföljelse, trakasserier och drabbats av näthat vilket hon ger sin bild av i TV4-dokumentären Vad är det för hemskt My Martens gjort egentligen?.

## TV-medverkan
- 2013 – Ensam mamma söker (TV-serie)
- 2025 – Vad är det för hemskt My Martens gjort egentligen? (TV-serie)